# Christian Ferkel
Christian Ferkel (* 13. November 1881 in Augsburg; † 12. Oktober 1934 in Leipzig) war ein deutscher Gewerkschafter und sozialdemokratischer Politiker.

## Leben und Wirken
Christian Ferkel erlernte zunächst den Beruf eines Steindruckers. Danach trat er den Freien Gewerkschaften und der SPD bei. Zwischen 1909 und 1911 war er Vorsitzender eines (gewerkschaftlichen) Arbeitsnachweises. In den Jahren 1911 bis 1914 und dann erneut von 1919 bis 1922 war Ferkel Vorsitzender des örtlichen Lithografen- und Steindruckerverbandes in München. 1917 trat er zur USPD über. Während der Novemberrevolution war Ferkel Mitglied des Landessoldatenrates und des provisorischen Nationalrates von Bayern. Eine Kandidatur für die Weimarer Nationalversammlung scheiterte 1919. Von 1919 bis 1922 war er Vorsitzender der USPD in München und von 1920 bis 1922 Parteisekretär. Zusammen mit einem Teil der USPD kehrte Ferkel 1922 zur SPD zurück. Von 1923 bis 1933 war er Gauleiter des Lithografen- und Steindruckerverbandes mit Sitz in Leipzig. Daneben war er von 1926 bis 1933 Mitglied des Sächsischen Landtages.
Unmittelbar nach dem Beginn der nationalsozialistischen Herrschaft wurde Ferkel verhaftet. Nach seiner Entlassung organisierte er zusammen mit Maria Grollmuß Hilfe für die Familien von politischen Gefangenen. Am 1. August 1934 wurde Ferkel im Zuge einer Aktion gegen ehemalige sozialdemokratische Funktionäre erneut verhaftet.
Er starb in einem Krankenhaus nach seiner Inhaftierung im Leipziger Gefängnis an den Folgen schwerer Misshandlungen.